# ASAHI〜SHINE&GROOVE〜
「ASAHI〜SHINE&GROOVE〜」（アサヒ シャイン・アンド・グルーヴ）は、大黒摩季の27枚目のシングル。

## 概要
表題曲はアテネ五輪ホッケー女子日本代表オフィシャルサポートソング。資金不足に悩む女子ホッケーチームを、経済的・精神的にサポートするために作られた。
なお、タイトルの「ASAHI」は、ホッケー女子日本代表チームのメンバーたちの合言葉からとられている。

## 収録曲
1. ASAHI〜SHINE&GROOVE〜
作詞・大黒摩季：& sixteen female fighters on the field、作曲：大黒摩季
2. 赤い花
作詞・作曲：大黒摩季
3. ASAHI〜SHINE&GROOVE〜 remix
4. ASAHI〜SHINE&GROOVE〜 (instrumental)
5. BOUNUS TRACK CD EXTRA

## 収録アルバム
ASAHI〜SHINE&GROOVE〜
- HAPPINESS (2005年6月22日)
- GOLDEN☆BEST 大黒摩季 (2010年12月8日)
- Greatest Hits 1991-2016 〜All Singles +〜（2016年11月23日）

赤い花
※アルバム未収録
ASAHI〜SHINE&GROOVE〜 remix
※アルバム未収録